# Belippa cyanopasta
Belippa cyanopasta är en fjärilsart som beskrevs av George Francis Hampson 1910. Belippa cyanopasta ingår i släktet Belippa och familjen snigelspinnare. Inga underarter finns listade i Catalogue of Life.